# 쇠말뚝
쇠말뚝 괴담은 한국의 도시전설로, 외세가 한국 땅에 쇠로 된 말뚝을 박아넣어 풍수지리적 맥을 끊으려 한는다는 것을 그 골자로 한다. 이 괴담은 땅의 기(氣)를 논하는 풍수지리에 관한 미신을 기반으로 하며, 기록은 조선시대까지 거슬러 올라가나 보통 일제 시대에 관한 이야기가 주가 된다.
최근 파묘(2024년 영화) 가 개봉하고 MBC 등의 언론사들이 해당 음모론을 주제로 뉴스 영상을 제작함에 따라 다시 주목받고 있다.

## 조선시대 쇠말뚝 언급
1797년 7월 18일(정조 21년 음력 6월 24일), 정조가 우의정 이병모를 불러 “우리나라에 인재가 없는 것은 명나라 초기에 도사 서사호(徐師昊)가 단천 현덕산에 천자의 기운이 있다고 다섯 개의 쇠말뚝을 박고 떠났기 때문이다”고 하였다. 또한 수십년 전에 북한산성 아래에 소금을 쌓고 태워서 염산(鹽山)을 만들어 삼각산의 맥이 끊겼으니 서울에 인재가 없는 것은 여기에 연유한다고 하였다. 이에 조심태 등을 불러 염산이 어디 있냐고 물었으나 아무도 알지 못해 흐지부지되었다.

## 조선총독부 풍수공격설
조선총독부에서 주도적으로 한반도의 각지에 쇠말뚝을 설치하여 한반도의 "맥"을 끊고자 했다는 소문으로, 한국에서 세간에 널리 유포되어 믿어지고 있다.<ref>월간 《말》, 2005년 12월호(통권 235호),
한국 언론이 최근 다시 보도하여 화제가 되었고, 곧 유사역사학을 언론이 보도했다는 비판과 조롱이 뒤따르게 되었다.

## 관련 작품
- 영화 《파묘 (2024년 영화)》 (2024년)